# Knut Olav Rindarøy
Knut Olav Rindarøy est un footballeur international norvégien, né le 17 juillet 1985 à Molde au Norvège. Il évolue actuellement en Norvège au Molde FK.

## Carrière
- 2003- :  Molde FK
  - 2010 :  Deportivo La Corogne (prêt)[1],[2]

## Palmarès
Molde FK
- 2011 et 2012 : Vainqueur du Championnat de Norvège
- 2005 : Vainqueur de la Coupe de Norvège